# 河波貴大
河波 貴大（かわなみ たかひろ 1994年4月8日- ）は、日本のタレント。現在フリー。血液型B型。福井県勝山市出身。

## 人物・エピソード
福井県立高志高等学校中退、早稲田大学卒業。
気象予報士の資格を持つ。「藤田真司の気象予報士塾」卒業生。
ニックネームは、なみっち、王子（ハンカチ王子こと北海道日本ハムファイターズの斎藤佑樹に似ていることから）。
幼少期より学校に馴染めず、不登校、引きこもり、パニック障害、の過去を持つ。
福井テレビに出演していたスクラッチ田中にあこがれ、芸の道を志す
好きなアーティストは、Every Little Thing、川嶋あい、SDN48（推しメンバーは梅田悠、津田麻莉奈）、AKB48（推しメンバーは高橋みなみ）で、これらのアーティストのコンサートには頻繁に通っている。好きな女優は、成瀬心美。
趣味は、歌、大学駅伝観戦、一人ディズニー。（東京ディズニーシーのショー「テーブル・イズ・ウェイティング」をこよなく愛する。
好きなタイプは、ああっ女神さまっのベルダンディー、成瀬心美、ミッキーマウス。

## 担当番組
- 全国百貨店店内ナレーション
- WESTSIDE TOKYO(エフエム富士)

　土曜日曜、お天気キャスター。
　番組DJの木河淳からは、毎回イジられているが、リスナーからも、よく、河波イジりのメッセージが届く。また、AKB48の曲がリクエストされると、河波が、曲紹介を担当することも多々ある。AKB48総選挙の翌日は、曲紹介とともに、AKB48に対する熱い思いを語った。
- Life Is(FM福井)

　火曜～金曜　お天気キャスター。
- ニュースザウルスふくい(NHK福井放送局)
- Miracle!!(bayfm)　お天気お兄さん
- SKY GATE TRAVELLIN'GROOVE!!(bayfm)　お天気お兄さん
- POWER BAY MORNING(bayfm)　お天気お兄さん
- OCEAN TRIBE(bayfm)　お天気お兄さん（土曜）
- HEARTLUCK(bayfm)　お天気お兄さん
- bayfmのCMなど各種ナレーション
- 霜田明寛のラブ・ヴァイブス　『モー娘。』世代の僕らが語るAKB48（インターネットラジオ）
- 羽鳥慎一モーニングショー（テレビ朝日）
- めざましテレビ公認 わがまま!気まま!旅気分（BSフジ）
- ガン検診CM
- おじゃまっテレ ワイド&ニュース(福井放送)